# 佐特阿
佐特阿是巴西圣卡塔琳娜州的一个市镇。总面积190.149平方公里，总人口3015人，人口密度15.9人/平方公里。